# Robert E. Lucas
Pour les articles homonymes, voir Lucas.
Robert Emerson Lucas Junior (né le 15 septembre 1937 à Yakima dans l'État de Washington et mort le 15 mai 2023,) est un économiste américain. Fondateur de la nouvelle économie classique, il appartient à l'École de Chicago.
Bien qu'il se prédestinait à faire des études d'ingénieur, au Massachusetts Institute of Technology, il se tourne, faute de bourses, vers les sciences sociales. Il a profondément transformé l'économie. Essentiellement connu par ses travaux sur les anticipations rationnelles, il a également apporté des contributions majeures dans beaucoup de domaines de la science économique comme ses travaux sur la théorie de l'investissement (avec des « coûts d'ajustements marginaux », 1967), la théorie de la croissance endogène (avec le « capital humain », 1988), la théorie de l'évaluation des actifs et la théorie de l'argent. Il a reçu le prix de la Banque de Suède en 1995, pour son travail sur les anticipations rationnelles et sa fameuse « Critique de Lucas ».

## Apports en économie

### Vue générale
Défenseur du libéralisme, il est à l'origine de la Nouvelle macroéconomie classique, qui veut fonder ses modèles sur les comportements individuels, les seuls à ne pas être affectés, du moins à court terme, par la politique économique mise en place par les gouvernants. Lucas se réclame donc de la théorie de l'équilibre général, qui se situe dans la même perspective. Toutefois, vu la complexité des interactions entre les choix des individus, cette théorie ne conduit pas à des « lois » claires, qui pourraient servir de point de départ aux modèles macroéconomiques, agrégés. D'où la solution drastique adoptée par Lucas, et plus généralement par l'école des « nouveaux classiques », qui consiste à réduire l'équilibre général aux choix d'un tout petit nombre (la plupart du temps, réduit à un seul) d'individus, qualifiés de « représentatifs », qui connaissent les conséquences de leurs choix, à un facteur aléatoire près - c'est l'hypothèse des « anticipations rationnelles ». Arguant de ce que le seul modèle d'équilibre général maîtrisé par la théorie (néoclassique) est le modèle de concurrence parfaite, Lucas postule que l'économie est, aux aléas près dus aux chocs (exogènes) qu'elle subit, en équilibre (de concurrence parfaite). Cette vision idyllique des marchés - qualifiée de « panglossienne » en référence au Dr Panglos dans le Candide de Voltaire - a subi un coup très sévère, et peut-être fatal, avec la crise de 2008, qui relevait de l'inconcevable pour Lucas - dont la position a été durablement affaiblie.

### Lucas versus Keynes
Dans les années 1970, avec l’aide de Thomas Sargent, Lucas apporte des critiques méthodologiques et conceptuelles à l’encontre de la pensée du professeur de Cambridge, John Maynard Keynes. Selon Lucas, ce qu’on doit retenir de Keynes est moins sa contribution à la théorie économique proprement dite que le rôle que ses idées ont joué pour endiguer l’expansion du socialisme.
Ses critiques se résument généralement à trois défauts de la pensée keynésienne :
- Le fait de sortir la problématique du chômage de l’analyse cyclique de la théorie macroéconomique est une faute impardonnable de Keynes, aux yeux de Lucas. Et pourtant, Keynes l’avait esquissé dans son livre Treatise on Money. Parallèlement, Lucas fait des observations par rapport à la vision à court terme de John Maynard Keynes (une analyse statique).
- Il qualifie Keynes de traître, car, selon lui, il s’écarte de la logique qu’il appelle « discipline de l’équilibre » (expression chère à Lucas), c’est-à-dire du paradigme ou approche d’analyse de la science économique jusqu'à cette époque (postulats de comportement optimisateur et d’apurement des marchés…). C’est dans “Real Wages, Employment, and Inflation”[6], que Lucas laisse à apparaître sa désapprobation de la macroéconomie à la Keynes et qu'il fait de l’idée de substitution intertemporelle un élément important dans l’analyse économique.
- Et enfin, il pense que Keynes a des problèmes au niveau de la compréhension des concepts qu’il a lui-même créés : plein-emploi et chômage involontaire.

Il propose d’abandonner le cadre d’analyse de Keynes, rempli d’imperfections et de confusions. Lucas rend responsable ce mathématicien-économiste anglais (Keynes) et ses sympathisants d’avoir détourné la théorie économique pour l’embarquer dans des constructions de modèles mathématico-économétriques. En réponse à ces critiques, les économistes de sensibilité keynésienne répondent en proposant un autre cadre d’analyse, communément appelé la nouvelle économie keynésienne.

### Critique de Lucas
Lucas reproche aux modèles macroéconomiques existants d'être formés d'équations qui reflètent les comportements passés des agents économiques - notamment leurs réactions devant les politiques économiques suivies par les gouvernements. Or, à moins que ceux-ci conservent exactement la même politique que celle qui a prévalu pendant les périodes où les modèles ont été estimés, les prévisions fournies par ces modèles seront forcément erronées (biaisées), puisque les agents modifieront leurs réactions devant toute nouvelle politique économique. Pour éviter ce problème, il faut donc construire des modèles ayant pour point de départ les « fondamentaux » de l'économie – des paramètres qui ne sont pas affectés par les aléas de la conjoncture, dont l'action des gouvernants – que sont les goûts des consommateurs, les techniques disponibles, les formes institutionnelles (organisation des marchés, etc.). Paramètres qui sont ramenés à celui d'un agent représentatif, assimilé à l'économie dans son ensemble.
Bien que la critique de Lucas ait eu un impact certain au niveau académique, sa portée pratique a été limitée. D'abord parce qu'elle conduit à formuler des modèles très réduits en dimension, basés sur des hypothèses qui heurtent le bon sens – comme celle de l'agent représentatif – et qui conduisent à des prédictions bien plus mauvaises que les modèles « biaisés » qu'ils sont censés remplacer. Dans la pratique, les gouvernements, les banques centrales et les diverses institutions se livrant à des prévisions macroéconomiques ont continué à utiliser les mêmes modèles, en dépit de la critique de Lucas et des milieux académiques se réclamant de lui.

### Paradoxe de Lucas
Le paradoxe de Lucas est un paradoxe économique selon lequel, contrairement aux prédictions du paradigme néoclassique, les flux d'investissement vont non pas des pays riches aux pays pauvres, où leur rémunération est plus élevée car moins abondante, mais va des pays riches et pauvres vers les pays riches.

### Théorie des anticipations rationnelles
Popularisée par Lucas, la théorie des anticipations rationnelles fut introduite par John Muth en 1961, pour désigner l’idée selon laquelle les agents sont dotés des capacités d’anticiper rationnellement avec les informations dont ils disposent les résultats de leur entreprise, prise au sens large.
De manière simpliste, jusqu'avant l’apport de Lucas, on supposait dans les modèles que les agents étaient imprécis, naïfs, bref se projetaient dans le futur en se basant sur le passé de la variable concernée. Cette approche méthodologique se retrouve au sein de la théorie des anticipations adaptatives, que Milton Friedman avait utilisée dans ses modèles.
C’est dans « Expectations and the Neutrality of Money » que Lucas aborde le problème de l'anticipation rationnelle et se soucie de la théorie développée par Friedman : il donne de la rigueur à la théorie de l’incapacité des politiques monétaires abordée par Milton Friedman, en remplaçant l’hypothèse d’anticipation adaptative par celle d’anticipation rationnelle. Pour y arriver, il construit un modèle à générations imbriquées dans lequel la monnaie est neutre, une propriété chère tant aux anciens classiques au sens de Keynes qu’aux nouveaux classiques. Il montre que dans ce modèle la thèse soutenue par Friedman selon laquelle les chocs monétaires ont une incidence est vérifiée, sans toutefois que ce trait soit une des solutions proposées en politique monétaire[Quoi ?]. Récemment, la neutralité de la monnaie a été remise en cause, en utilisant notamment les techniques de ceux qui la défendent.

### Croissance et cycle
Bien que de courte durée, la théorie des fluctuations cycliques de Lucas constitue un changement majeur dans les années 1970. Elle va vite être balayée par celle proposée par Kydland et Prescott, pourtant née dans la foulée des travaux de Lucas. La théorie lucasienne de cycle est parmi celles qui suggèrent que l’élément déclencheur des cycles économiques est un choc. Pour Lucas, il y a fluctuation parce qu’il y a choc de nature monétaire avec des décisions optimales des agents.
Il aborde la question de cycle économique avec la perspective d’équilibre (discipline d’équilibre). Et pourtant avant lui, on pensait que c’étaient des champs qui ne se prêteraient pas à de telles approches. Lucas relègue le problème du chômage involontaire au second plan, puisqu'il ne peut être analysé en dehors des cycles économiques. Avec lui, le problème du nombre d’heures travaillées refait surface en force.
Défenseur du libéralisme, il développe une théorie dans laquelle l’État n’a aucun rôle correcteur quand il s’agit de cycles, car ces derniers n'y sont pas des dysfonctionnements de l’économie, mais des phénomènes normaux.

### Pensée lucasienne, critiques hétérodoxes
Il nie la distinction entre microéconomie et macroéconomie, ce qui va poser problème à certains épistémologues des sciences économiques, comme Claude Mouchot, qui insistent sur cette césure.
Par ailleurs, on le classe aussi parmi les économistes qui pensent que tout passe d’abord par le « fictif », c’est-à-dire l’imaginaire des savants. Lui-même va utiliser ces mots « a mechanical, imitation economy », pour réduire la théorie économique à des ramifications plus ou moins abouties basées sur une économie artificielle.